# آلاباما لیک موبایل استیتس (کالیفرنیا)
آلاباما لیک موبایل استیتس (به انگلیسی: Abrams Lake Mobile Estates) یک منطقهٔ مسکونی در ایالات متحده آمریکا است که در کالیفرنیا قرار دارد.